# 劉光 (東漢)
劉光（？—？），字仲辽，沛国萧县（今安徽省萧县）人，东汉时期的大臣。

## 生平
劉光官至太尉。汉顺帝永建二年（127年）七月，太尉朱宠、司徒朱伥免职，太常劉光被任命为太尉、录尚书事，光祿勳许敬为司徒。永建四年（127年）八月，因为阴阳不和，劉光、司空张晧同时免职。他的侄子劉矩在汉桓帝时担任太尉。